# Megachile subnigra
Megachile subnigra är en biart som beskrevs av Cresson 1879. Megachile subnigra ingår i släktet tapetserarbin, och familjen buksamlarbin. Inga underarter finns listade i Catalogue of Life.